# TVP3 Kielce

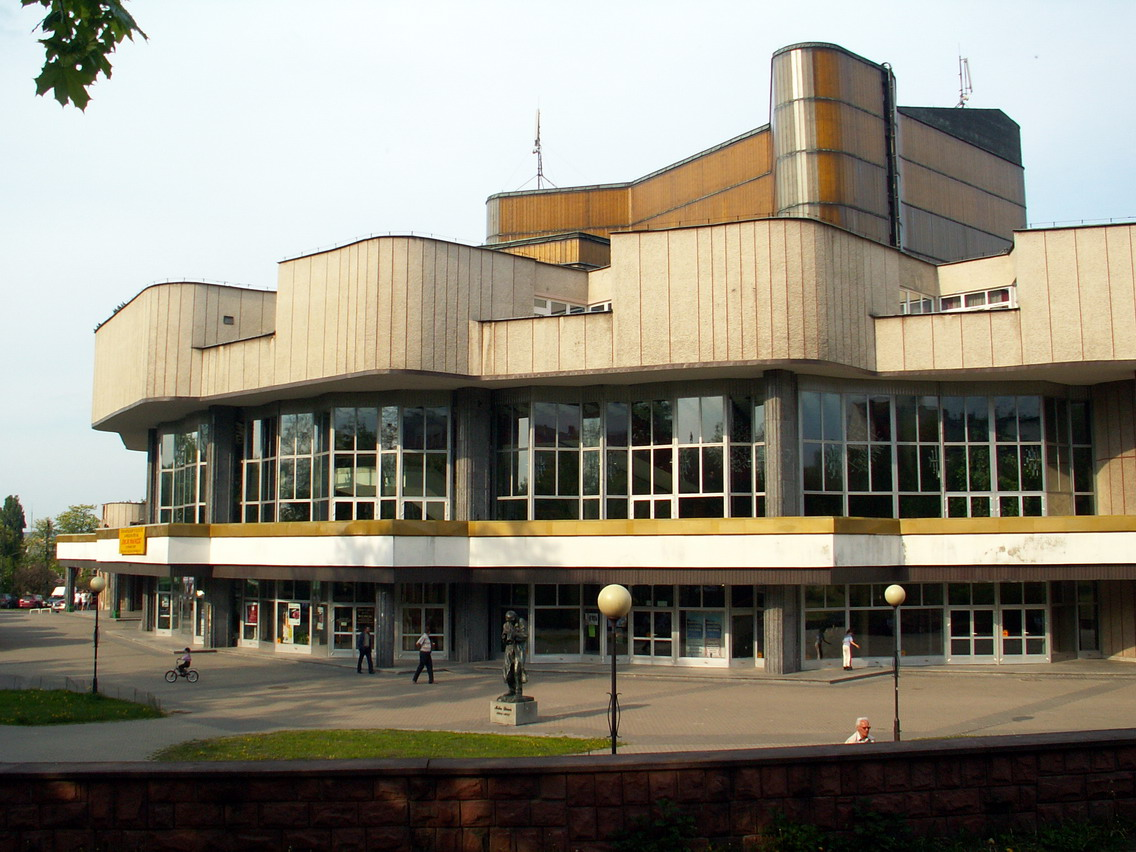
Kieleckie Centrum Kultury – siedziba TVP3 Kielce w latach 2003–2025

TVP3 Kielce (Telewizja Polska SA Oddział w Kielcach, do 2005 roku Świętokrzyski Ośrodek Regionalny TVP SA w Kielcach, dawniej TVP Kielce) – oddział terenowy Telewizji Polskiej obejmujący zasięgiem województwo świętokrzyskie z siedzibą główną w Kielcach. Sztandarowym programem TVP3 Kielce jest serwis informacyjny Informacje.
Kanał TVP3 Kielce jest nadawany w ramach niekodowanego (bezpłatnego w odbiorze) trzeciego multipleksu naziemnej telewizji cyfrowej (MUX 3). Dostępny jest również w sieciach kablowych oraz można oglądać go za darmo w Internecie za pośrednictwem takich serwisów jak TVP Stream, TVP VOD i TVP GO.

## Historia

### Kielecka redakcja telewizyjna (do 1981 roku)
Za początek historii kieleckiej telewizji uznaje się powołanie w 1962 roku dziennikarza i operatora Karola Bieleckiego na stanowisko lokalnego korespondenta Dziennika Telewizyjnego. Dwa lata później dołączył do niego drugi operator Jan Żurowski. W 1972 roku w strukturach Radia Kielce powstaje telewizyjna redakcja regionalna złożona z dwóch dziennikarzy (Jerzy Alukiewicz, Jan Goc) i operatora (Jan Żurowski). Materiały na taśmie filmowej były dostarczane do Warszawy autobusem PKS lub częściej pociągiem. Pierwszą siedzibą redakcji telewizyjnej był dworek przy ul. Świerczewskiego 34 (dziś Jana Pawła II). W 1975 roku, wraz z rozgłośnią radiową, redakcja została przeniesiona do nowego gmachu, wybudowanego specjalnie na potrzeby radia i telewizji przy ul. Związku Walki Młodych (dziś ul. Radiowej 1).
Redakcja telewizji od 1974 roku zaczęła podlegać ośrodkowi w Łodzi. Trzech dziennikarzy (Jerzy Alukiewicz, Jan Goc, Józef Wierzba) i dwóch operatorów (Bogdan Miler, Jan Żurowski) przygotowywali półgodzinny program lokalny, emitowany raz w tygodniu. Po 13 grudnia 1981 roku kielecka redakcja została najpierw zawieszona, a potem zlikwidowana. Lokalny program z Kielc i regionu powstawał w Telewizji Kraków. Kieleckie „okienko programowe” zlikwidowano na rzecz stałego udziału w codziennych emisjach Kroniki. Nadajnik na Świętym Krzyżu podporządkowano Zakładowi Radiokomunikacji w Krakowie.

### Lata 90. XX wieku
W 1990 roku, po objęciu kierownictwa OTV w Krakowie przez Kazimierza Kutza, przywrócono status redakcji telewizyjnej w Kielcach. Składała się ona wówczas z dwóch dziennikarzy, tj. pracujących już wcześniej Jana Goca i Józefa Wierzby, i trzech pracowników technicznych – Zbigniewa Batorskiego, Jana Żurowskiego, Mariana Łyżwy. Nieco później do grona dziennikarzy dołączyli Edyta Ruszkowska i Zbigniew Łuczyński. Redakcja została wyposażona w profesjonalny sprzęt (kamerę U-matic, magnetowid, oświetlenie, mikrofon) i samochód (Polonez po przebiegu 100 tys. km). W tym czasie powstał cykl reportaży Wieści spod Łysicy pod redakcją Jana Goca.
W 1991 roku zespół wyprodukował ponad 500 różnorodnych materiałów (newsy, felietony, reportaże), wyemitowanych zarówno w programach regionalnych, jak i ogólnopolskich. Od 1993 roku w całotygodniowym trzygodzinnym programie krakowskim Kielcom wyznaczono 6 minut na bieżące informacje. Materiały nagrane w Kielcach do Krakowa nadal dostarczane były państwowymi środkami lokomocji, głównie pociągami. We wrześniu 1992 roku Polskie Radio Kielce wymówiło OTV Kraków dzierżawę pomieszczeń. W czerwcu 1993 roku redakcja przeniosła się do Domu Rzemiosła przy ul. Warszawskiej 34, gdzie pozostała do czerwca 2003 roku. Od 1994 roku teren obsługiwany przez redakcję kielecką zwiększył się o ówczesne województwo radomskie sięgające aż po Warkę. W redakcji pracowało tylko dwóch zatrudnionych na stałe dziennikarzy, dwóch operatorów i dźwiękowiec. Powstało wiele materiałów, zwłaszcza reportaży historycznych dotyczących II wojny światowej i czasów powojennych. W 1996 roku nastąpił zasadniczy przełom w sposobie dostarczania informacji – Urząd Telekomunikacji w Kielcach użyczył swoich łączy do transmisji, dzięki czemu informacje były szybciej przekazywane do krakowskiej telewizji. Dwa lata później końcówka łączy została zainstalowana w redakcji. Wtedy też nastąpiła pierwsza kilkuminutowa bezpośrednia transmisja z Festiwalu Harcerskiego.
W 2000 roku województwo świętokrzyskie doczekało się oddzielnego serwisu informacyjnego emitowanego w Telewizji Kraków – Kroniki Świętokrzyskiej. Początkowo emisja programu miała miejsce raz w tygodniu jako 10-minutowy program informacyjny nadawany w niedzielny poranek. Stopniowo zwiększano jednakże częstotliwość nadawania. Od września 2002 roku Kronikę Świętokrzyską nadawano od poniedziałku do piątku o godzinie 17.50 przez około 5–7 minut w 2 i 3 programie TVP. Od 1 maja 2004 roku Kronikę można było zobaczyć codziennie o 17:50 i 21:45.

### Ośrodek Telewizji Polskiej w Kielcach
28 lutego 2001 roku powołano Świętokrzyski Ośrodek Regionalny TVP SA w Kielcach podlegający oddziałowi terenowemu w Krakowie. Od czerwca 2003 roku TVP wynajmowała pomieszczenia Kieleckiego Centrum Kultury, gdzie mieściły się redakcja i studio. 31 lipca 2003 roku ośrodek uruchomił nadajnik w centrum Kielc na ul. Targowej na osobnej częstotliwości, początkowo retransmitując jedynie program krakowskiego oddziału. 1 maja 2004 roku rozpoczęto nadawanie codziennego własnego programu; od poniedziałku do piątku program z Kielc trwał blisko 30 minut, a w soboty i niedziele 45 minut.
1 stycznia 2005 roku – zgodnie z Ustawą z dnia 2 kwietnia 2004 r. o zmianie ustawy o radiofonii i telewizji – utworzono Oddział Terenowy TVP SA w Kielcach, uniezależniając go tym samym od oddziału krakowskiego. W 2006 roku oddział otrzymał własny wóz satelitarny. 6 października 2007 roku kielecki program zmienił nazwę na TVP Kielce i nadawał do 31 sierpnia 2013 roku w ramach pasm lokalnych TVP Info. 5 marca 2008 roku uruchomiono drugi nadajnik analogowy, tym razem na Świętym Krzyżu. 30 grudnia 2010 roku program lokalny TVP Kielce ostatni raz był retransmitowany na antenie Dwójki. 24 października 2011 roku uruchomiono nadajnik MUX 3 z programem TVP Kielce z obiektu SLR Kielce/Targowa.
Od 25 lutego 2013 roku program z Kielc można oglądać bezpłatnie w Internecie dzięki stronie internetowej i aplikacji TVP Stream. 7 marca 2013 roku, ruszyła strona Internetowego Teatru dla Szkół, której redaktorem naczelnym został Marek Mikos, ówczesny dyrektor TVP Kielce. 19 kwietnia 2013 roku odbyła się transmisja spektaklu Dziadek do orzechów w wykonaniu Kieleckiego Teatru Tańca, zrealizowana przez TVP Kielce. 17 czerwca 2013 roku o godzinie 6:00 nastąpiło wyłączenie emisji analogowej w województwie świętokrzyskim, przy jednoczesnym uruchamianiu nadajników cyfrowych MUX 3. Od 1 września 2013 roku do 2 stycznia 2016 roku program TVP Kielce był nadawany w TVP Regionalna. Od 1 stycznia 2015 roku Informacje TVP Kielce nadawane są ze zmodernizowanego studia telewizyjnego. 2 stycznia 2016 roku ośrodek w Kielcach powrócił do dawnej nazwy TVP3 Kielce, natomiast dwa dni później pojawiło się również dodatkowe pasmo śniadaniowe i popołudniowe.
Od 14 lutego 2022 roku TVP3 Kielce można oglądać bezpłatnie dzięki aplikacji TVP GO dostępnej na systemach iOS i Android. 23 maja 2022 roku ze względu na zmianę standardu nadawania na DVB-T2/HEVC (nie dotyczyło to MUX 3 i MUX 8) w województwie świętokrzyskim uruchomiono dwa nowe nadajniki MUX 3, gdzie nadawany jest program TVP3 Kielce, oraz zwiększono moc emisji z dotychczasowych nadajników. Od 1 czerwca 2023 roku TVP3 Kielce można oglądać bezpłatnie w serwisie TVP VOD. 3 lipca 2023 roku uruchomiono dodatkowy nadajnik MUX 3 z RTCN Kozłowiec dla mieszkańców powiatu koneckiego, którzy mogli dotychczas oglądać jedynie łódzką wersję TVP3. 19 grudnia 2023 roku program TVP3 Kielce rozpoczął nadawanie w jakości HD. 20 grudnia 2023 roku zawieszono nadawanie programu w związku ze zmianami we władzach TVP podjętymi przez ministra kultury i dziedzictwa narodowego Bartłomieja Sienkiewicza; program TVP3 Kielce powrócił na antenę 25 stycznia 2024 roku.

#### Budowa obecnej siedziby
W październiku 2006 roku Urząd Marszałkowski sprzedał TVP działkę o powierzchni 2281 m² przy ul. Ściegiennego 2, między Wojewódzkim Domem Kultury a stadionem piłkarskim Suzuki Arena. Pierwsze symboliczne wbicie łopaty inaugurujące budowę na działce przy ul. Ściegiennego 2 miało miejsce 14 września 2021 roku, a inwestycję, której koszt szacowany jest na ponad 28,5 miliona złotych, ukończono w listopadzie 2023 roku. Trójkondygnacyjna nowa siedziba posiada 1600 metrów kwadratowych powierzchni użytkowej, na której znajdują się trzy studia (większe o powierzchni 130 metrów kwadratowych, mniejsze – o powierzchni 70 metrów, a także dodatkowe na dachu siedziby pełniące rolę studia plenerowego), obszerny newsroom, salę konferencyjną oraz pomieszczenia biurowe i techniczne. Budynek oddano w ręce redakcji 8 kwietnia 2024 roku. Rok później, 9 kwietnia 2025 roku, kielecka TVP ostatecznie opuściła gmach Kieleckiego Centrum Kultury po kilkuetapowej przeprowadzce, tego samego dnia rozpoczęła się emisja programów TVP3 Kielce z nowej siedziby. Przez pierwszy tydzień programy na żywo tymczasowo były nadawane z sali konferencyjnej, natomiast uruchomienie głównego studia nastąpiło 17 kwietnia 2025 roku.

## Nadajniki naziemne TVP3 Kielce

### Nadajniki analogowe wyłączone 17 czerwca 2013 roku
| Typ obiektu | Nazwa obiektu       | Częstotliwość (MHz) | Kanał | Charakterystyka promieniowania | Polaryzacja | Moc (kW) | Data uruchomienia nadajnika | Data wyłączenia nadajnika |
| ----------- | ------------------- | ------------------- | ----- | ------------------------------ | ----------- | -------- | --------------------------- | ------------------------- |
| RTCN        | Kielce/Święty Krzyż | 767,25 MHz          | 58    | dookólna (ND)                  | pozioma (H) | 20 kW    | 5 marca 2008                | 17 czerwca 2013           |
| SLR         | Kielce/ul. Targowa  | 623,25 MHz          | 40    | dookólna (ND)                  | pozioma (H) | 5 kW     | 31 lipca 2003               | 17 czerwca 2013           |

Opracowano na podstawie materiału źródłowego.

### Nadajniki cyfroweDVB-T2MUX 3
Wszystkie nadajniki położone są w województwie świętokrzyskim z wyjątkiem nadajnika RTCN Kozłowiec, który znajduje się w województwie mazowieckim. 23 maja 2022 roku ze względu na zmianę standardu nadawania na DVB-T2/HEVC (nie dotyczyło to MUX 3 i MUX 8) w województwach łódzkim, małopolskim, opolskim, podkarpackim, śląskim, świętokrzyskim, w części województw lubelskiego i mazowieckiego, w pozostałej części wielkopolskiego oraz tzw. refarming, czyli zwolnienie kanałów telewizyjnych na potrzeby telefonii komórkowej, niektóre emisje przeniesiono na nowe częstotliwości, uruchomiono nowe albo zwiększono moc emisji z dotychczasowych nadajników. 19 grudnia 2023 roku zmieniono standard nadawania nadajników MUX 3 na DVB-T2/HEVC.
| Typ obiektu | Nazwa obiektu                | Częstotliwość (MHz) | Kanał | Charakterystyka promieniowania | Polaryzacja | Moc (kW) | Data uruchomienia nadajnika |
| ----------- | ---------------------------- | ------------------- | ----- | ------------------------------ | ----------- | -------- | --------------------------- |
| RTCN        | Kielce/Święty Krzyż          | 682 MHz             | 47    | dookólna (ND)                  | pozioma (H) | 150 kW   | 17 czerwca 2013             |
| RTCN        | Przysucha/Kozłowiec          | 682 MHz             | 47    | kierunkowa (D)                 | pozioma (H) | 10 kW    | 3 lipca 2023                |
| TON         | Kielce/Komin EC              | 682 MHz             | 47    | dookólna (ND)                  | pozioma (H) | 9 kW     | 17 czerwca 2013             |
| SLR         | Dobromierz                   | 682 MHz             | 47    | dookólna (ND)                  | pozioma (H) | 9 kW     | 17 czerwca 2013             |
| SLR         | Busko-Zdrój                  | 682 MHz             | 47    | dookólna (ND)                  | pozioma (H) | 8 kW     | 17 czerwca 2013             |
| TON         | Jędrzejów/Skroniów           | 682 MHz             | 47    | kierunkowa (D)                 | pozioma (H) | 7 kW     | 23 maja 2022                |
| TON         | Plechów                      | 682 MHz             | 47    | kierunkowa (D)                 | pozioma (H) | 1,5 kW   | 23 maja 2022                |
| TON         | Sandomierz/ul. Mokoszyńska   | 682 MHz             | 47    | dookólna (ND)                  | pozioma (H) | 0,5 kW   | 17 czerwca 2013             |
| TSR         | Starachowice/ul. Martenowska | 682 MHz             | 47    | kierunkowa (D)                 | pozioma (H) | 0,055 kW | 17 czerwca 2013             |

#### Wyłączone nadajniki cyfrowe DVB-T MUX 3
| Typ obiektu | Nazwa obiektu      | Częstotliwość (MHz) | Kanał | Charakterystyka promieniowania | Polaryzacja | Moc (kW) | Data uruchomienia nadajnika | Data wyłączenia nadajnika |
| ----------- | ------------------ | ------------------- | ----- | ------------------------------ | ----------- | -------- | --------------------------- | ------------------------- |
| RTCN        | Kraków/Chorągwica  | 682 MHz             | 47    | kierunkowa (D)                 | pozioma (H) | 35 kW    | 17 czerwca 2013             | 23 maja 2022              |
| SLR         | Kielce/ul. Targowa | 682 MHz             | 47    | dookólna (ND)                  | pozioma (H) | 2 kW     | 24 października 2011        | 17 czerwca 2013           |

Opracowano na podstawie materiału źródłowego.

## Programy TVP3 Kielce
Ramówka obejmuje m.in. programy informacyjne z regionu, publicystyczne, przyrodnicze, reportaże, transmisje z mszy świętych, transmisje sportowe oraz relacje z koncertów, spektakli i wystaw.

### Programy własne (stan na wiosnę 2025)
Programy informacyjne
- Informacje (od 2005 roku) – główny serwis informacyjny emitowany codziennie podający wiadomości z Kielc i regionu (początkowo do 31 grudnia 2004 roku była to Kronika Świętokrzyska)[46].
- Pogoda – serwis meteorologiczny emitowany codziennie m.in. po serwisie informacyjnym.

Programy publicystyczne
- Dobrego dnia z TVP3 Kielce (od 2024 roku)[48]
- Gość Informacji (od 2015 roku)[49]
- Świętokrzyskie espresso (od 2024 roku)[50]
- Fakty i Opinie (od 2024 roku)[51]
- Interwencja (od 2024 roku)[52]

Historia
- Na tropach historii (od 2021 roku)[54]
- Pocztówki z Kielc (od 2015 roku)[55]

Nauka i edukacja
- Bezbłędnie (od 2021 roku) – program o poprawnej polszczyźnie[57].
- Akademickie Kielce (od 2025 roku)[58]

Kultura i sztuka
- Drzwi do kultury (od 2024 roku)[59]

Społeczeństwo
- Zmiana biegu (od 2024 roku)[60]

Reportaże
- W obiektywie (od 2016 roku)[61]

Religia
- Siewcy słowa (od 2014 roku)[62]

Programy sportowe
- Sport – magazyn podsumowujący wydarzenia sportowe w regionie świętokrzyskim, emitowany w każdą niedzielę.

### Programy nieemitowane w TVP3 Kielce (niepełna lista)
- 7 Minut
- Karnet – program kulturalny.
- Kazania Świętokrzyskie – program religijny
- Kieleckie informacje gospodarcze (2010)
- Kieleckie portrety filmowe – program kulturalno-edukacyjny
- Przegląd Polityczny (2010) – program publicystyczny
- Studio Balkon
- Telesport (2011–2012) – magazyn sportowy
- Wieści spod Łysicy – program reporterski.
- W kontakcie – program publicystyczny.
- Kieleckie Studio Reportażu – program o tematyce społecznej. Premiera w każdy poniedziałek.
- Oko na miasto – emitowany we wtorki.
- R jak reportaż – program, w którym bohaterem jest zwykły człowiek i jego problemy, ale również jego pasje i inicjatywy. Emisja w każdą środę.
- Magazyn kulturalny SŁUP – magazyn prezentuje wydarzenia, komentarze i zapowiedzi kulturalne z województwa świętokrzyskiego. Program emitowany jest w każdy piątek.
- Przekładaniec świętokrzyski – magazyn kulturalny, prezentujący najważniejsze wydarzenia artystyczne w regionie
- Serce na sygnale – magazyn o zdrowiu. Premierowy odcinek co tydzień we wtorek.
- Agroświętokrzyskie – program o nowinkach rolniczych oraz wydarzeniach gospodarczych regionu Świętokrzyskiego, w skład programu wchodzą m.in. prezentacja danego produktu regionalnego oraz relacja z imprezy poświęcona danemu produktowi.
- Ciekawe jak? – program o tajemnicach dnia codziennego odkryte dzięki dziecięcej ciekawości gospodarza programu.
- Czas na zdrowie – premierowy odcinek w każdą środę.
- Głos Dnia – program publicystyczny z udziałem gościa emitowany od poniedziałku do piątku.
- Jak budować? ABC budowlane – w każdym odcinku analizowany jest inny problem związany z wybudowaniem nowego domu od podstaw.
- Komentarz na niedzielę – program religijny. Premiera raz w tygodniu w sobotę.
- Kwadrans studencki – program realizowany we współpracy z Uniwersytetem Jana Kochanowskiego i Politechniką Świętokrzyską, emisja w środy.
- Leksykon zdrowia – program poświęcony chorobom XXI wieku. Emisja co dwa tygodnie w środy.
- Leśna TV – program współtworzony przez studentów Uniwersytetu Jana Kochanowskiego w Kielcach.
- Msza Święta dla chorych – realizowana przez TVP3 Kraków transmisja mszy świętej dla chorych, realizowana z Sanktuarium Miłosierdzia Bożego w Łagiewnikach. Emisja w każdy piątek.
- Muzyczny Region – przybliża sylwetki przedstawicieli każdego gatunku muzycznego, jaki uprawiany jest w granicach regionu świętokrzyskiego.
- Osoba niepełnosprawna – świętokrzyski magazyn osób niepełnosprawnych „ON”.
- Panorama Gospodarcza – program prezentujący świętokrzyskie firmy – osiągnięcia, inwestycje i plany na przyszłość oraz wkład w rozwój gospodarczy regionu. Emitowany w czwartki.
- Pro Eko – cykliczny program ekologiczny promujący działania proekologiczne. Emitowany w każdy wtorek.
- Projekt Ślub – magazyn ślubny. Premierowy odcinek w każdy poniedziałek.
- Solidarni z Ukrainą (2022-2023)[63]
- Świętokrzyski Rynek Pracy – program o problemie bezrobocia w regionie. Emitowany w sobotę.
- TV Lato, TV Zima – emisja w TVP3 Kielce od poniedziałku do piątku.
- Weekendowe malowanie – pokazuje jak w ciągu weekendu można całkowicie zmienić swoje mieszkanie. Emitowany w każdy poniedziałek.
- Wykluczeniu STOP – W magazynie pokazujemy tych, którym udało się stawić czoła problemom. Emisja raz w miesiącu w poniedziałek.
- Suma zdarzeń (2018-2023) – podsumowanie wydarzeń miesiąca z regionu[64].
- Bez Demagogii (2015-2024) – cotygodniowy program publicystyczny z udziałem polityków i liderów partii politycznych. Emisja programu odbywa się w każdy poniedziałek[65].
- Vis a vis (2017-2022) – program, którego gośćmi są znani i lubiani artyści, sportowcy oraz celebryci związani z województwem świętokrzyskim[66].
- Szukamy w archiwach (2021-2022) – program, który ma odkryć nieznane dotąd, a ciekawe dokumenty, jakie znajdują się w Archiwum Państwowym. W zasobach archiwum są zdjęcia, ryciny, listy, pamiętniki, plakaty, wycinki z gazet, archiwa szkolne, świadectwa i tysiące dokumentów[67].
- Zielnik regionalny (2022)[68]
- Misja: Pacjent (2018-2023) – to historie lekarzy i ich pacjentów, historie walki o ludzkie życie[69].
- Poczytalnia (2021-2023) – magazyn o książkach[70].
- Polska mnie cieszy (2022)[71]
- Kierunek Urbex (2022) – program tworzony na 3 filarach: historia, turystyka, nauka. URBEX – skrót od urban exploration, co tłumaczy się jako miejska/urbanistyczna eksploracja. To nietypowe hobby wiąże się ze zwiedzaniem i fotografowaniem opuszczonych budynków[72].

### Programy TVP3 Kielce na antenach ogólnopolskich (niepełna lista)
- Gwiazdy od szafy (2021-2022) – rozmowy z gwiazdami o modzie, stylu i ważnych dla nich kreacjach (dla TVP3)[73].
- Pocztówki z Kielc (dla TVP3)[55]
- Poczytalnia (2021-2023) – magazyn o książkach (dla TVP3)[70].
- Polska mnie cieszy (dla TVP3)[71]

## Logo
| Okres obowiązywania               | Opis | Ilustracja |
| --------------------------------- | --- | ---------- |
| 28 lutego 2001 – 6 marca 2003     | Po lewej stronie paski w barwach ówczesnej TVP – czerwony, zielony i niebieski. Obok obowiązujące w tamtym czasie logo nadawcy, a po prawej stronie cyfra 3. Na dole znajduje się rozszerzony napis Kielce. |            |
| 7 marca 2003 – 30 listopada 2007  | Na zielonym tle logo TVP3, pod spodem podpis Kielce. Na ekranie logo krystaliczne (od 6 października do 30 listopada 2007 bez cyfry 3).                                                                     |            |
| 1 grudnia 2007 – 31 sierpnia 2013 | Logo podobne do TVP Info – zamiast napisu INFO jest napis Kielce. |            |
| 1 września 2013 – 1 stycznia 2016 | Zielone tło, logo TVP, a pod nim biały napis KIELCE. Logo występuje także w odwrotnej wersji kolorystycznej.                                                                                                |            |
| od 2 stycznia 2016 roku           | Na granatowym tle biały napis TVP3, a pod nim granatowy napis KIELCE. Od połowy grudnia 2023 roku logo na ekranie jest mniejsze.                                                                            |            |

## Dyrektorzy TVP3 Kielce
| okres pełnienia funkcji | okres pełnienia funkcji | imię i nazwisko                           |
| od                      | do                      | imię i nazwisko                           |
| ----------------------- | ----------------------- | ----------------------------------------- |
| 28 lutego 2001          | 1 lutego 2005           | Jan Gabrukiewicz                          |
| 1 lutego 2005           | 1 maja 2005             | Marian Curzydło                           |
| 1 maja 2005             | 22 stycznia 2009        | Marek Mikos                               |
| 23 stycznia 2009        | 1 lutego 2010           | Dominik Tarczyński                        |
| 2 lutego 2010           | 13 października 2010    | Dominik Rakoczy                           |
| 18 października 2010    | 29 grudnia 2011         | Krzysztof Herod                           |
| 1 stycznia 2012         | 3 marca 2016            | Marek Mikos                               |
| 4 marca 2016            | 5 kwietnia 2023         | Przemysław Predygier                      |
| 6 kwietnia 2023         | 22 stycznia 2024        | Katarzyna Bernat                          |
| 22 stycznia 2024        | 1 marca 2024            | Ewa Godlewska-Jeneralska (p.o. dyrektora) |
| 1 marca 2024            |                         | Piotr Rogoziński                          |

Opracowano na podstawie materiału źródłowego.